# Level 42
Level 42 – brytyjska grupa muzyczna założona w 1980 na wyspie Wight. Ich muzyka jest mieszanką rocka, popu, funku i R&B.
Nazwa zespołu pochodzi z brytyjskiej powieści science fiction Autostopem przez Galaktykę. Grupa wydała 11 longplayów studyjnych, album live i 2 kompilacje. Największe przeboje zespołu to Something About You, Lessons in Love, Micro-kid, To be with you again i Running in the family.

## Skład
- Mark King – gitara basowa i wokal, gitara, instrumenty klawiszowe, instrumenty perkusyjne (1980–1994, od 2001)
- Mike Lindup – instrumenty klawiszowe i wokal (1980–1994, od 2006)
- Pete Ray Biggin – perkusja (od 2010)
- Nathan King – gitara, wokal wspierający (od 2001)
- Sean Freeman – saksofon (od 2001)

- Phil Gould – perkusja, wokal wspierający, instrumenty klawiszowe (1980–1987, 1994)
- Boon Gould – gitara, gitara basowa, saksofon (1980–1987)
- Gary Husband – perkusja, wokal wspierający, instrumenty klawiszowe (1987–1993, 2001–2010)
- Alan Murphy – gitara (1988–1989, zm. 19 października 1989)

### Muzycy sesyjni
- Wally Badarou – ginstrumenty klawiszowe, wokal wspierający (1980–1994)

### Muzycy koncertowi
- Krys Mach – saksofon (1984–1988)
- Gary Barnacle – saksofon (1981, 1988–1994)
- Johnny Thirkell – trąbka (1988–1994)
- Lyndon Connah – instrumenty klawiszowe, wokal wspierający (1990, 1999–2006)
- Allan Holdsworth – gitara (1990, zm. 16 kwietnia 2017)
- Jakko Jakszyk – gitara, wokal wspierający (1991–1993, 1994)
- Gavin Harrison – perkusja (1994)

## Dyskografia

### Albumy studyjne
- Level 42 (1981)
- The Early Tapes (1982)
- The Pursuit of Accidents (1982)
- Standing in the Light (1983)
- True Colours (1984)
- World Machine (1985)
- Running in the Family (1987)
- Staring at the Sun (1988)
- Guaranteed (1991)
- Forever Now (1994)
- Retroglide (2006)
- Sirens (2013)

### Album live
- A Physical Presence (1985)

### Kompilacje
- Level best (1989)
- The very best of Level 42 (1998)